# Ficus sandanakana
Ficus sandanakana är en mullbärsväxtart som beskrevs av C. C. Berg. Ficus sandanakana ingår i släktet fikonsläktet, och familjen mullbärsväxter. Inga underarter finns listade i Catalogue of Life.